# Rafael Trujillo
Rafael Leónidas Trujillo Molina (24 tháng 10 năm 1891–30 tháng 5 năm 1961) là tổng thống, nhà độc tài của Cộng hòa Dominica từ năm 1930 cho đến khi bị ám sát năm 1961. Về mặt chính thức thì ông làm tổng thống nước này từ năm 1930 đến năm 1938, và sau đó giữ cương vị này lần nữa từ năm 1942 đến năm 1952. Em trai ông Hector Trujillo là tổng thống giai đoạn 1952 - 1960, và chỉ dưới áp lưc của Tổ chức các quốc gia châu Mỹ thì Joaquin Balaguer mới lên thay Hector. Trong 30 năm, Rafael Trujillo và gia đình ông giữ quyền lực tuyệt đối ở phía Dominica của đảo Hispaniola.

## Tiểu sử
Trujillo sinh ra trong một gia đình tiểu thương có nhiều con. Chỉ tốt nghiệp tiểu học, nên Trujillo chủ yếu được giáo dục ngoài đường phố, đầu tiên là những trò ăn cắp vặt. Lớn thêm vài tuổi, Trujillo đã trở thành đại ca của một băng nhóm nhỏ chuyên cướp giật.

## Sự nghiệp chính trị
Năm 1916, Mỹ tới chiếm đóng Dominica. Người Mỹ triển khai nhiều giải pháp để nhanh chóng thuần phục quốc gia này, cải tổ quân đội và các cơ quan quyền lực. Trujillo khi đó đã quyết định gia nhập quân đội. Người Mỹ đã đánh giá cao sự nhẫn tâm của Trujillo khi trừng phạt những kẻ chống đối. Kết quả là chỉ trong 9 năm, Trujillo đã có được quân hàm cấp tướng và vị trí tổng chỉ huy quân đội.
Tuy nhiên, Trujillo vẫn chưa hài lòng với cương vị trên mà tiếp tục để mắt tới chiếc ghế tổng thống. Năm 1930, Cộng hòa Dominica bắt đầu bước vào giai đoạn cai trị đẫm máu của nhà độc tài Rafael Trujillo.
Đầu tiên, ông ta cho tư hữu hóa phần lớn các xí nghiệp của Dominica. Tiếp đó là việc thành lập đảng Dominica - đảng phái chính trị lãnh đạo duy nhất tại quốc gia này. Tất cả người dân đều có nghĩa vụ phải gia nhập đảng, kèm theo đó là những khoản đảng phí không nhỏ. Trong khi ngân quỹ của đảng lại do đích thân Trujillo nắm giữ. Hàng loạt đất đai, nhà cửa, xí nghiệp của đất nước bị ông ta và gia đình thâu tóm.
Trujillo cũng đặc biệt thích tự phong cho mình những phần thưởng hay danh hiệu. Ông tự phong mình là “bác sĩ đầu tiên”, là “tiến sĩ khoa học đầu tiên” của Dominica. Vào thời kỳ đó, có thể gặp cái tên Trujillo ở khắp nơi: người dân đi lại trên nhiều con đường mang tên Trujillo, cùng gia đình đi chơi tại các công viên Trujillo, học sinh đi học tại các trường mang tên nhà độc tài, thành phố chính của đất nước cũng mang tên Ciudad Trujillo, đỉnh núi cao nhất tại quốc gia này cũng mang tên Trujillo. Ngay tại trung tâm thủ đô còn có một tấm biển lớn với khẩu hiệu: “Thượng đế trên trời, Trujillo dưới mặt đất”.
Một ý tưởng luôn ám ảnh nhà độc tài chính là mong muốn biến Dominica thành một quốc gia có đại đa số là người da trắng. Bất chấp việc mình có bà là người gốc Haiti, Trujillo vẫn ra lệnh sát hại hàng loạt người gốc Haiti với một lý do người Haiti có làn da đen hơn nhiều so với người gốc Dominica. Trong một đợt thảm sát, Trujillo đã sát hại thẳng thừng hơn 20.000 người vô tội.
Tổ chức các quốc gia châu Mỹ (OAS) lên tiếng về vấn đề vi phạm nhân quyền hàng loạt. Cộng đồng quốc tế ngoài tội ác trên, còn buộc tội Trujillo âm mưu tổ chức ám sát Tổng thống Romulo Betancourt của Venezuela vào năm 1960. Tổ chức các quốc gia châu Mỹ triển khai cấm vận chống Dominica, với việc một loạt quốc gia thành viên cùng cắt đứt quan hệ ngoại giao với chính quyền Trujillo.
Ngày 30 tháng 5 năm 1961, chiếc xe ôtô của nhà độc tài bị phục kích và phải hứng chịu một cơn mưa đạn khiến Trujillo chết ngay tại chỗ.
Trước tình hình biến động khó lường, họ hàng của Trujillo đã tháo chạy khỏi Dominica, mang theo hàng triệu đôla tài sản. Gia đình nhà độc tài tới định cư tại Paris, mang theo lọ tro cốt ông ta và chôn tại Nghĩa trang Père-Lachaise.

## Di sản
Bất chấp những chính sách tàn bạo và nhẫn tâm, nhà độc tài vẫn còn một số lượng người ủng hộ khá nhiệt thành ngay tại Dominica. Theo họ, chính Trujillo đã có công kéo Dominica ra khỏi vực thẳm kinh tế, đem lại sự phồn vinh, ổn định cho đất nước.
Gia đình Trujillo có thể nói đã thâu tóm toàn bộ những ngành kinh tế chính của đất nước. Đó là việc độc quyền về sữa, xuất khẩu gạo và muối. Nền kinh tế Dominica được xây dựng theo hình thức, theo đó các xí nghiệp được phân chia hoặc dưới quyền sở hữu của chính tổng thống, hoặc của ai đó trong số họ hàng của ông ta. Tính ra, thu nhập của gia đình Trujillo chiếm gần 40% tổng thu nhập quốc gia.
Nhưng xét về một khía cạnh khác, chính sách tư nhân hóa kiểu trên cũng đem lại lợi ích không nhỏ cho Dominica. Trujillo điều hành, giám sát từng xí nghiệp như những đứa con cưng của mình, đồng thời yêu cầu họ hàng và tay chân cũng phải tuân thủ như vậy. Nền kinh tế ổn định hoàn toàn định hướng tới thị trường bên ngoài đã trở thành sức hút không nhỏ đối với các nhà đầu tư nước ngoài. Dominica trở thành một quốc gia phồn thịnh nếu so sánh với các đất nước khác trong khu vực châu Mỹ latinh. Đến năm 1947, Dominica còn thanh toán hết mọi khoản nợ quốc gia.